# One by One
One by One es el cuarto álbum del grupo Foo Fighters, editado en 2002. Fue la primera grabación del grupo con el guitarrista Chris Shiflett, quien es ahora parte oficial de la banda. Existen dos versiones editadas, una con una portada blanca (sólo CD) y otra con la portada negra (CD y DVD de edición limitada). El DVD de edición limitada incluye versiones en audio (estéreo y de 5.1 canales) y en vídeo de "All my Life" y "Walking a Line" y el audio (estéreo y de 5.1 canales) de "The One".
Ganó un Premio Grammy por Mejor Álbum de Rock en 2004. Este disco le dio a los Foo Fighters su primer #1 en las listas británicas y un #3 en las estadounidenses. Hasta junio de 2005, One by One había vendido 1.2 millones de unidades en EE. UU. Sin embargo, Dave Grohl ha declarado que este es su trabajo menos favorito: "Cuatro de las canciones fueron buenas, y las otras siete nunca las volví a tocar en mi vida. Nos apresuramos en grabarlo y nos apresuramos en librarnos de él".

## Lista de canciones

### CD 1
- 01 "All My Life" – 4:23
- 02 "Low" – 4:28
- 03 "Have it All" – 4:58
- 04 "Times Like These" – 4:30
- 05 "Disenchanted Lullaby" – 4:33
- 06 "Tired Of You" – 5:12
- 07 "Halo" – 5:06
- 08 "Lonely As You" – 4:37
- 09 "Overdrive" – 4:30
- 10 "Burn Away" – 4:59
- 11 "Come Back" – 7:58

### DVD
- 01 Sister Europe
- 02 Win Or Lose
- 03 Danny Says
- 04 The One
- 05 Never Talking To You Again
- 06 Darling Nikki
- 07 Life Of Illusion
- 08 Planet Claire
- 09 Normal

## Créditos

### Foo Fighters
- Dave Grohl - voz, guitarra rítmica y solista, piano en "Come Back"
- Nate Mendel - bajo
- Chris Shiflett - guitarra solista y rítmica, voz en "Danny Says"
- Taylor Hawkins - batería, percusión, voz en "Life of Illusion"[4]

### Músicos invitados
- Brian May: guitarra en "Tired of You"
- Krist Novoselic: coros en "Walking a Line"
- Gregg Bissonette: batería en "Danny Says"

### Producción
- Productores: Foo Fighters, Adam Kasper, Nick Raskulinecz
- Ingeniero: Nick Raskulinecz
- Mezcla: Bob Ludwig, Jim Scott
- Masterizado: A.J. Lara, Bob Ludwig, Bob Michaels
- Coordinación de producción: Melinda Pepler
- Edición digital: A.J. Lara
- Authoring: Eddie Escalante
- Control de calidad: Kehni Davis
- Diseño gráfico: Rupesh Pattni
- Fotografía: Anton Corbijn, Joshua White
- Trabajo artístico: Raymond Pettibon
- Ilustraciones: Raymond Pettibon, Joshua White
- Notas: Hiro Arishima

## Premios
Premios Grammy
| Año  | Ganador       | Categoría                    |
| ---- | ------------- | ---------------------------- |
| 2002 | "All My Life" | Mejor presentación Hard Rock |
| 2003 | One by One    | Mejor álbum de Rock          |